# Государів похід 1654 року
Московський похід 1654 - успішний похід царя Московії Олексія I з військом проти Речі Посполитої на чолі з Яном-Казимиром, на початку московсько-річпосполитської війни 1654-1667 років, увінчався окупацією Смоленська і значної частини земель Великого князівства Литовського.

## Передісторія
Протягом XVI—XVII століть Велике князівство Литовське і Руське (з 1569 року у складі — Речі Посполитої) було головним противником Московії на заході. З часу правління Івана III перевагу в протистоянні мала Московія, але укладання Люблінської унії 1569 різко змінило баланс сил у регіоні. Об'єднання військових зусиль Великого князівства Литовського та Польського королівства призвело до поразки Московії спочатку в Лівонській війні, потім у Польсько-московській війні 1609-18 років. Відвоювання земель, втрачених за Деулінським перемир'ям (насамперед Смоленська), стало однією з найважливіших цілей московськоїзовнішньої політики. Першу спробу вирішити це завдання було зроблено в 1632—1634 роках під час невдалої Смоленської війни. Поступове відновлення держави після Смутного часу, військові та економічні перетворення дозволили уряду царя Олексія Михайловича добре підготуватися до нового етапу московсько-польського протистояння.
У свою чергу Польсько-литовська республіка, на початку 1650-х років, переживала глибоку кризу. Жорстка політика влади щодо козацтва та покозаченого населення на приєднаних по Люблінській унії українських землях викликала постійні народні повстання (Повстання Наливайка 1594-96 років, Повстання Жмайло 1625 року, Повстання Федоровича 1630 року, Повстання 1637 року, Повстання Острянина та Гуні 1638 року). У 1648 році в Україні почалася Хмельниччина, під час якої козакам вдалося значно послабити військову міць Речі Посполитої. У середині 1650-х років у протиборство зайшло в глухий кут. Сил козаків не вистачало, щоб здобути широку автономію або незалежність, а Річ Посполита не мала можливості придушити повстання. У цей час різко загострилися протиріччя між Польщею і Литвою, де низка представників знаті на чолі з віленським воєводою Янушем Радзівілом відкрито висловлювалися за розірвання унії з Польщею та планували перехід під протекторат Швеції.
Під час повстання Хмельницький неодноразово показово звертався за допомогою до царя Олексія Михайловича, погоджуючись перейти у московське підданство. Розуміючи, що згода цього означає війну з Річчю Посполитою, цар зволікав з рішенням. До 1653 рішення про війну було прийнято: Земський собор схвалив взяття у підданство царя Малої Русі. У січні 1654 року відбулася Переяславська рада, де козача старшина переважно підтримала підданство московському цареві. Так визначилася друга мета війни – закріплення контролю Московії над українськими землями. Активні бойові дії розпочалися влітку 1654 року. Незважаючи на події в Україні, головного удару було завдано проти Великого князівства Литовського – на Смоленськ та інші території Литви.

## Збройні сили Московії

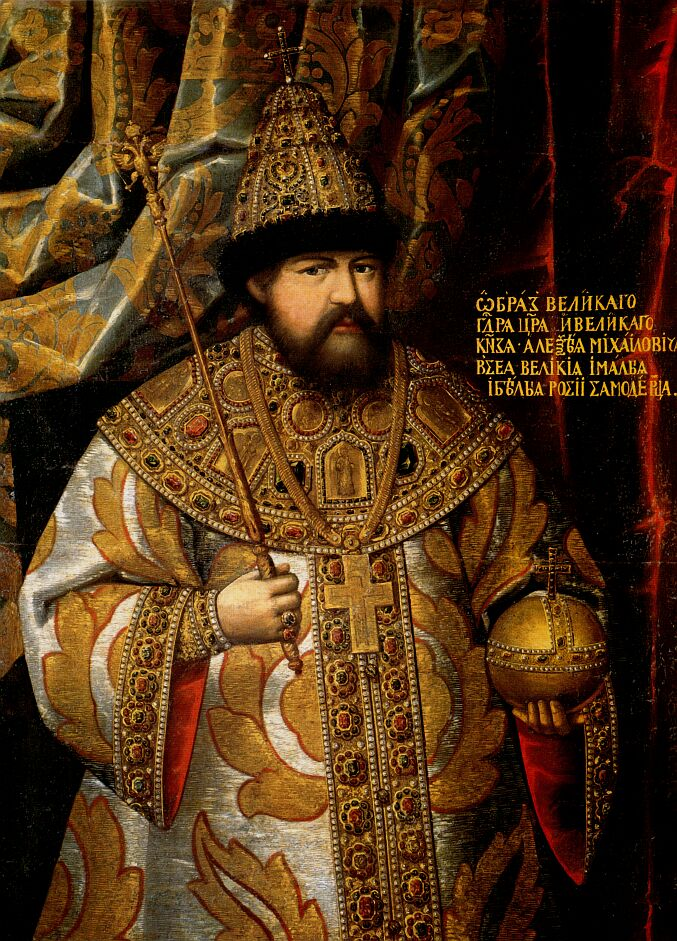
Портрет царя Олексія Михайловича. Невідомий московський художник другої половини XVII ст. Школа Оруженої палати. Кінець 1670 - початок 1680 років

У XVII століття московське військо перебувало у процесі реформування. Традиційні види військ поступово замінювалися на полки «нового ладу», організовані та навчені за європейським зразком. До традиційних видів належали: у кінноті - помісна кіннота сотенного ладу, загони козаків, татар; у піхоті - стрілецькі прикази. Полки нового ладу були представлені: у кінноті — гусарськими та рейтарськими полками, у піхоті — драгунськими та солдатськими полками. За традицією московськее військо мало значну і якісну артилерію як облогову, так і польову.
Готуючись до кампанії 1654, Московська держава максимально використовувала свій мобілізаційний потенціал. Кількість військ, задіяна 1654 року, було максимально як за московсько-польську війну 1654-67 років, і за весь попередній період Московії. Більшість збройних сил було розгорнуто проти Великого князівства Литовського у складі трьох основних армій та одного допоміжного корпусу:
- Північно-Західна армія (воєводи - Василь Петрович Шереметєв, Степан Стрєшньов, Ждан Кондирєв. Місце розгортання — Великие Луки)
  - Чисельність - 13146 осіб за нарядом (зокрема дворян і дітей боярських сотенної служби - 3063 чол., городових козаків - 883 чол., солдатів - 8700 чол., астраханських татар - 500 чол.). Реальна чисельність була меншою і відрізнялася від чисельності «за нарядом», становлячи приблизно 11 000 осіб.[3]
- Центральна армія (командувач - цар Олексій Михайлович, місце розгортання - Вязьма) воєводи:
  - Государів полк - 4 сотні стольників, 3 сотні стряпчих, 8 сотень дворян московських, 17 жилецьких сотень, 13 сотень міських дворян, гусарський полк Христофора Рильського - 1000 осіб, рейтарський полк («перша тисяча») Василя Фандроцького - 1000 осіб, 3 солдатські полки (Александра Леслі, Александра Гібсона, Кашпіра Яндера) - 5600 чол.., 1 драгунський полк (Клавдіуса Деспевіля) - 1600 осіб, окремі драгунські роти - 600 осіб, 9 наказів московських стрільців (Михайла Зибіна, Семена Полтєва, Івана Баскакова, Йосипа Костяєва, Василя Філософова, Івана Нелідова, Дмитра Зубова, Артамона Матвєєва, Матвія Спиридонова). Загалом у складі Государевого полку від 17000 до 20000 осіб.
  - Великий полк - князь Яків Черкаський, князь Семен Прозоровський, князь Андрій Литвинов-Мосальський. Крім інших частин мав у своєму складі бл. 6000 московських чинів і міських дворян із бойовими слугами, рейтарський полк Ісаака Фанбуковену - 1000 осіб, 1 солдатський полк Олексія Бутлера - 1600 осіб, 2 накази московських стрільців (Авраама Лопухіна і Логіна Анічкова). Загалом у складі Великого полку - бл. 9000 осіб.
  - Передовий полк - князь Микита Одоєвський, Федір Хворостінін, князь Дмитро Львов. Мав у своєму складі до 2700 осіб помісної кінноти, рейтарський полк Філіпа Фанбуковенена - 1000 осіб, солдатський полк Франца Траферта - 1600 осіб і наказ московських стрільців Степана Коковінського. Загалом у складі Передового полку - близько 6000 осіб.
  - Сторожовий полк - князь Михайло Тьомкін-Ростовський, Василь Стрєшньов, Іван Алфєр'єв. Мав у своєму складі бл. 2300 осіб помісної кінноти, бл. 100 осіб мордви і черемисів, рейтарський полк Василя Кречетникова - 800 осіб, солдатський полк Аріста Фанмендіна - 1600 осіб, наказ московських стрільців Івана Азар'єва. Загалом у складі Сторожового полку - близько 6000 осіб.
  - Єртаульний полк — Петро Шереметьєв, князь Тимофій Щербатов. Формувався під час походу з доданих частин інших воєводських полків.
  - Наряд - Федір Долматов-Карпов, князь Петро Щетинін[4]. До складу наряду входив корпус облогової артилерії (40 важких гармат: 34 од. - голландського лиття, 6 московського лиття[a] — Наряд супроводжував драгунський полк Антонія Грановського - 1000 осіб.
  - Чисельність армії - до 41 000 осіб[5].[6].
- Південно-Західна армія (воєводи — князь Олексій Трубецький, князь Григорій Куракін, князь Юрій Долгоруков, князь Семен Пожарський, Семен Ізмайлов, місце розгортання — Брянськ). Полк включав бл. 3500 осіб помісної кінноти, 7 солдатських полків (Данила Краферта, Іван Ниротморцев[b], Германа Фанстадена, Олександра Барклая, Якова Флека, Єлисея Циклера, Миколи Фанстадена) - 11200 осіб, два накази московських стрільців (Якова Юхим'єва і Леонтія Азар'єва) - 1000 осіб[5].
  - Чисельність - близько 18 000 осіб.
- Козацький корпус (командир - полковник Іван Золотаренко, місце розгортання — Новгород-Сіверський)
  - Чисельність - близько 20 000 осіб. Ніжинський, Чернігівський и Стародубський полки)[7]
- Псковський корпус (воєводи - Лев Салтиков, Степан Єлагін, місце розгортання — Псков)
  - Чисельність - 1147 осіб (зокрема 79 дворян сотенної служби, 773 стрільці, 125 солдатів, 120 інших, 10 гармат)[3].

Війська, залучені для наступу, становили переважну частину збройних сил Московії. В Україну був направлений Севський розрядний полк воєводи Андрія Бутурліна (у тому числі 3 драгунські полки — 4500 осіб). Для його підтримки та для забезпечення безпеки з боку кримських татар на Білгородській межі був розгорнутий Рильський розрядний полк Василя Борисовича Шереметєва, що включав, окрім інших частин, 4 солдатські та драгунський полки нового ладу. Комплектування армій на литовському напрямі змусило різко скоротити гарнізони всередині країни — охорону Москви забезпечували лише шість стрілецьких приказів. У ході кампанії чисельність армії постійно скорочувалася.

## Збройні сили Речі Посполитої
На відміну від збройних сил Російської держави, управління армією Речі Посполитої було децентралізованим. Насамперед Велике князівство Литовське і Польща мали самостійні збройні сили з окремою системою комплектування, постачання та управління. Польська армія могла бути використана для дій на території князівства тільки за згодою сейму і за безпосередньої загрози.
Через неправильну оцінку обстановки та впливу польських магнатів основні сили планувалося задіяти в Україні, а литовський (білоруський) напрямок розглядався як другорядний. Це викликало затримку у посиланні польських (коронних) військ на допомогу Литві та їх невелику чисельність. Головними проблемами литовської армії було недостатнє фінансування збройних сил та небажання шляхти брати участь у обороні країни. До цих факторів, що послаблюють обороноздатність країни, додався сепаратизм частини еліти Великого князівства Литовського, насамперед Януша Радзівілла, та промосковський настрій частини селянства та міського населення східної частини князівства.

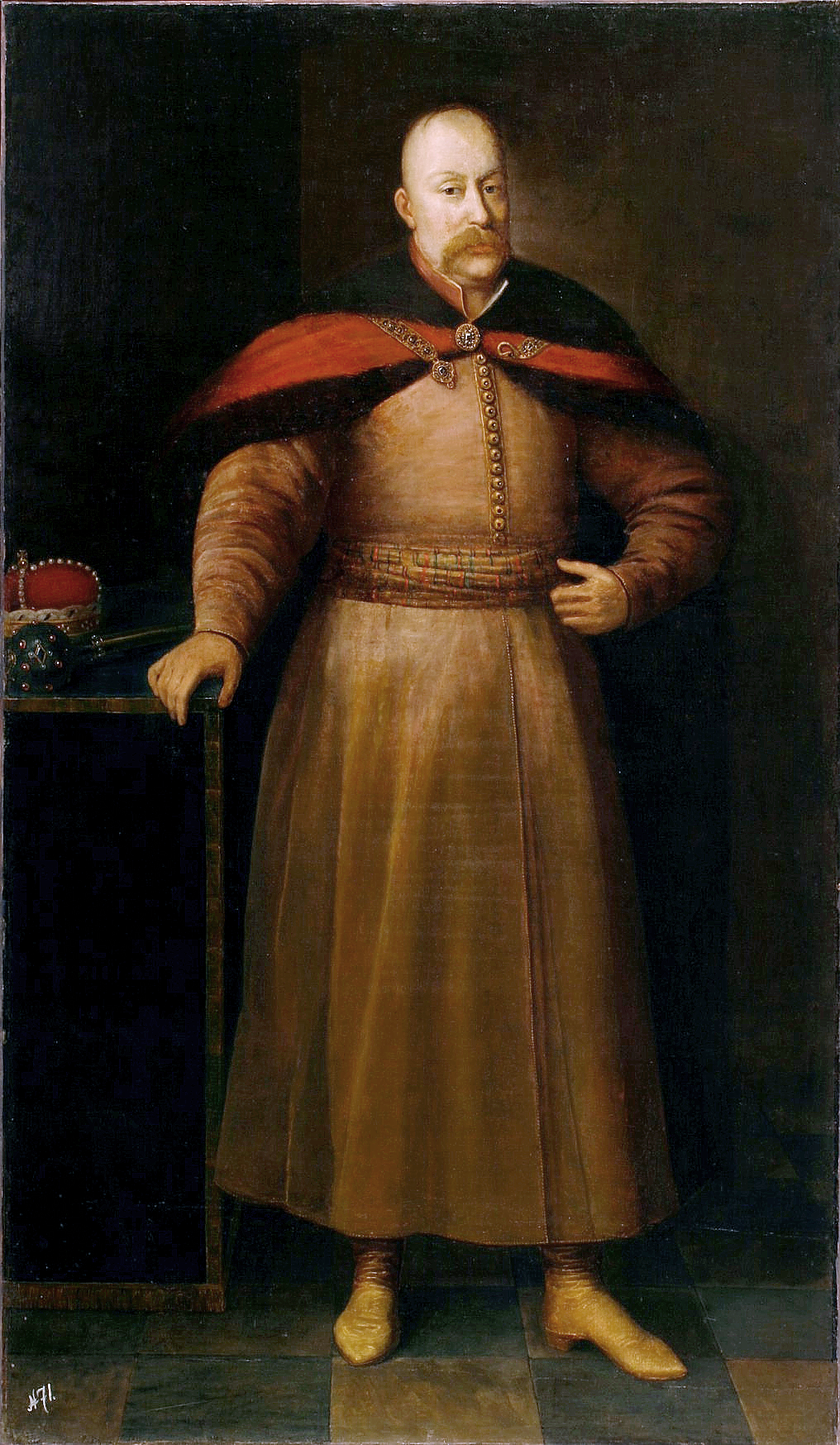
Гетьман Великий литовський Януш Радзивілл

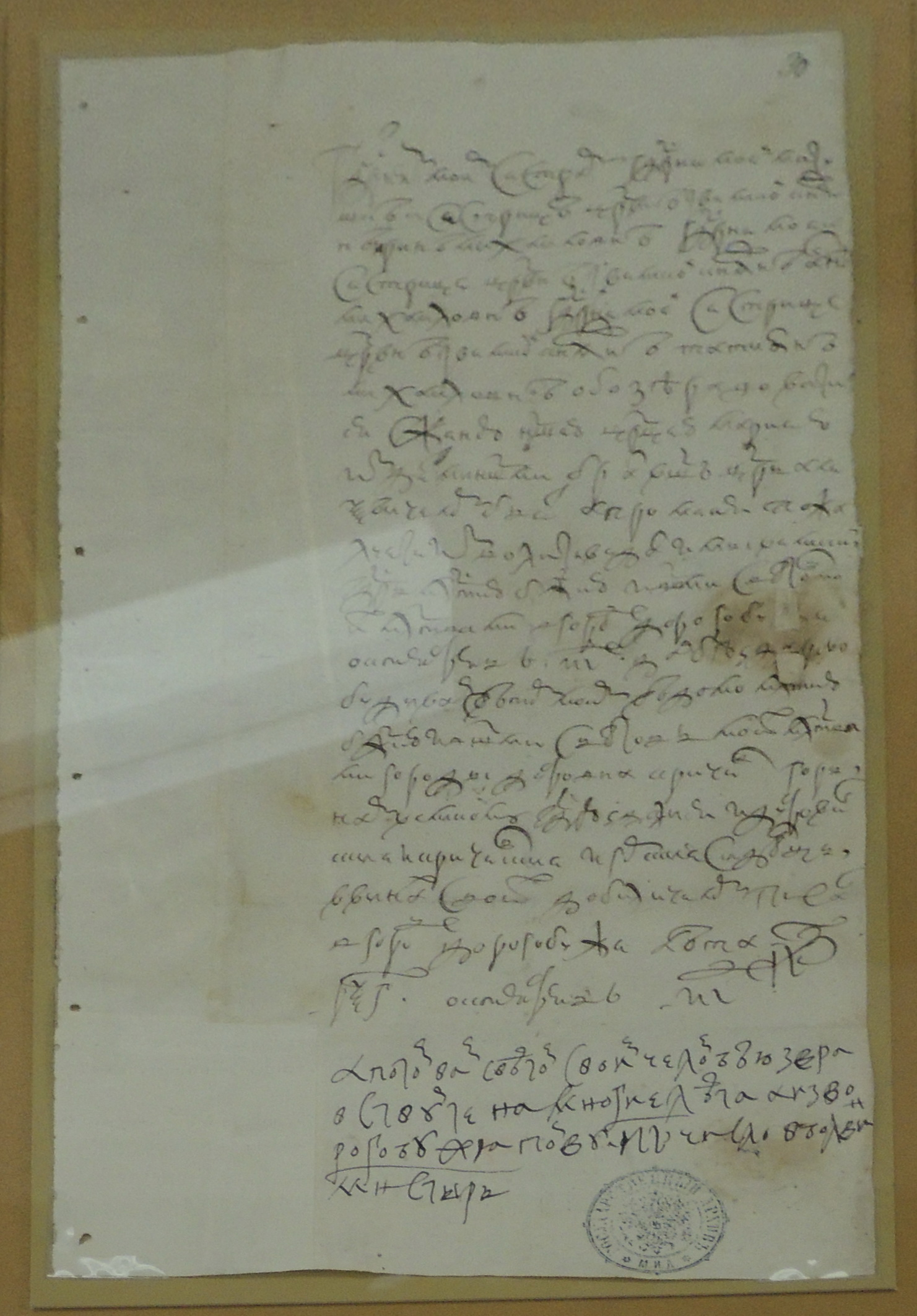
Лист царя Олексія Михайловича сім'ї з Дорогобужу. 18 жовтня 1654 року. Чотири нижні рядки — автограф царя. РДАДА. Лист сестрам Ірині, Ганні та Тетяні написано з походу

Недооцінивши противника, командування Речі Посполитої в період кампанії нарощувало свої сили в Білорусі, проте більша частина не встигла взяти участь у відбитті наступу російських військ. Загалом у кампанії взяли участь такі з'єднання:
- Литовське компутове війско старого найму або «дивізія правого крила» (командувач — великий гетьман литовський Януш Радзивілл).
  - Чисельність - 11 211 коней і порцій або близько 10 000 осіб (зокрема 3 гусарські хоругви (374 коней), 7 рейтарських (1020 коней), 26 козацьких (2424 коні), 9 татарських (960 коней), 11 драгунських (2724 коні), 2 полки і 6 рот німецької піхоти (2909 порцій), а також 7 рот польсько-угорської піхоти (800 порцій). Сформована на початку 1654 року, на фронті - з червня 1654 року. Необхідність використовувати загони для захисту протяжної лінії оборони призвела до того, що безпосередньо під командуванням гетьмана перебувало близько 8000 осіб.
- Литовське компутове війско нового найму або «дивізія лівого крила» (командувач — польный гетьман литовський Вінцент Корвін-Госевський)
  - Чисельність - 5450 коней і порцій, або близько 5000 осіб (зокрема 3 гусарських (440 коней), 10 козацьких (1180 коней), 4 татарських (450 коней), 6 рейтарських (920 коней), 10 драгунських (1560 коней) хоругв, полк німецької піхоти (600 порцій) і полк польської піхоти (300 порцій). Сформована в липні-серпні 1654 року, на фронті - з вересня 1654 року.
- Коронний корпус (командир — Богуслав Радзивілл)
  - Чисельність - 5800-6000 коней і порцій, або 5300-5400 чол. (зокрема 2 піхотні, 2 драгунські, 5 рейтарських полків і 8 татарських хоругв), що становило 20 % коронного компутного війська. Сформовані в липні-серпні 1654 року, на фронті з жовтня 1654 року.
- Посполите рушення. Мало бути зібрано з усього князівства згідно з королівськими універсалами липня 1654 року.
  - Чисельність - Номінально мало налічувати 23 000 осіб, але на практиці було виставлено кілька тисяч осіб. Частина військ посполитого рушення діяла тільки у своїх повітах. Перші з'єднання з'явилися на фронті вже в липні 1654 року, але більшість було використано пізніше.

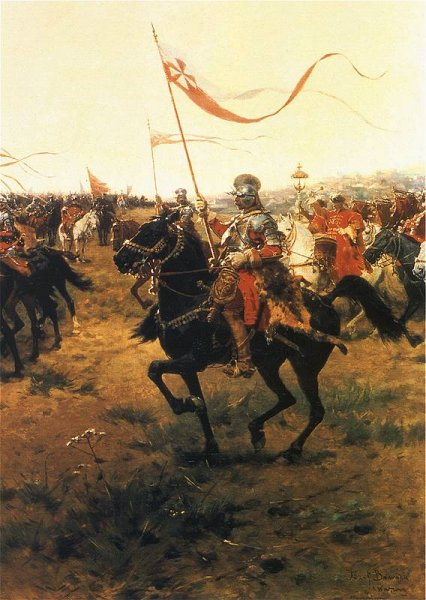
Вершник (товариш) гусарської корогви Речі Посполитої. Картина Ю. Брандта

- Повітові хоругви. За рішенням 1654 повіти, які не виставили посполитого руйнування, повинні були найняти на свої кошти по 4 хоругви чисельністю від 100 осіб (гусарську, козацьку, рейтарську та пішу).
  - Чисельність: номінально повіти мали виставити близько 8000 осіб, проте практично до кінця 1654 року було зібрано бл. 2000 осіб.
- Приватні загони. Виставлялися з допомогою найбагатших представників еліти князівства (магнатів).
  - Чисельність: менша кількість магнатів була причиною того, що приватні загони становили незначну частину армії - 3000-4000 осіб, з яких до 2000 року виставляли Радзівіли, бл. 1000 - Сапіги.
- Добровольчі загони. Комплектувалися на підставі грамот великого гетьмана з представників шляхти, які не потрапили до найманців. Як правило, включали до свого складу збіднілі верстви. Перші частини почали формуватися у серпні 1654 року.
  - Чисельність не відома, могла досягати кілька тисяч людей.

Компутові війська були найбільш дисциплінованою і боєздатною частиною армії. Елітою сил, що протистояли московським військам, був коронний корпус, до якого входили, зокрема, гвардійські королівські хоругви. Проміжне становище посідали повітові наймані хоругви та приватні загони, що комплектувалися досвідченими воїнами, але вирізнялися меншою дисциплінованістю. Посполите рушіння та Добровольчі загони характеризувалися вкрай низьким рівнем дисципліни та бойового духу, а за своєю готовністю поступалися московським військам.

## Фортеці Великого князівства Литовського
Нерівність сил на першому етапі кампанії могла бути компенсована литовською стороною стійкою обороною численних фортець, насамперед Смоленська. У Смоленську війну московським військам не вдалося оволодіти цією стратегічно важливою фортецею, так само як і іншими фортецями по Дніпру і Західній Двіні. Проте в кампанії 1654 року фортеці свої завдання не виконали, передумови чого були закладені в передвоєнний період.
- Фінансова. У мирний період завдання фінансування спорудження та ремонту укріплень здебільшого було покладено на місцеву владу, що діяла на основі «магдебурзького права». Остання, природно, неохоче йшла на значні витрати. Досвід попередніх кампаній показав, що головна небезпека загрожувала фортецям смоленської та сіверської земель. Місцева влада активно намагалася перекласти відповідальність на центральну владу, яка постійно відчувала нестачу коштів. Сейми вкрай неохоче давали дозвіл на збір податків для утримання фортець, але й ухвалення рішення не означало реального надходження коштів. Литовське військове командування на чолі з віленським воєводою Янушем Радзивіллом виявляло зайву безпечність, майже не піклуючись про цю проблему. Набагато краще справи йшли з містами, що перебували у володінні приватних осіб - вони, як правило, отримували значні кошти на ремонт і оновлення укріплень.
- Військова. Як і у випадку з укріпленнями, утримання гарнізонів також лежало на місцевих мешканцях. Небажання нести «невиправдані» витрати в мирний час на утримання гарнізонних найманих військ призвело до того, що на початок війни захисниками фортець були озброєні лише мешканці та навколишня шляхта. Проблему розв'язували направленням у гарнізони компутових військ, але литовські командувачі, прагнучи мати в розпорядженні якомога більшу польову армію, вкрай неохоче виділяли незначні підкріплення. Приватні фортеці й у цьому разі мали перевагу, бо комплектувалися найманими гарнізонами за рахунок власників.
- Політична. Моральний настрій жителів багатьох міст був дуже низьким. Жителі прикордонних фортець, які до 1618 року входили до складу Московської держави, були прихильні до московських військ і під час війни не чинили опору. В інших містах багато що залежало від позиції міської верхівки. Деякі були готові чинити запеклий опір (Мстислав, Гомель, Вітебськ), інші віддавали перевагу збереженню майна і вольностей шляхом підпорядкування новій владі (Полоцьк, Могильов). Малі фортеці, як правило, не могли чинити серйозного опору і здавалися перед більш-менш великими загонами. Приватновласницькі міста, навпаки, чинили активний опір до останнього.

Найбільш важливими фортецями були:

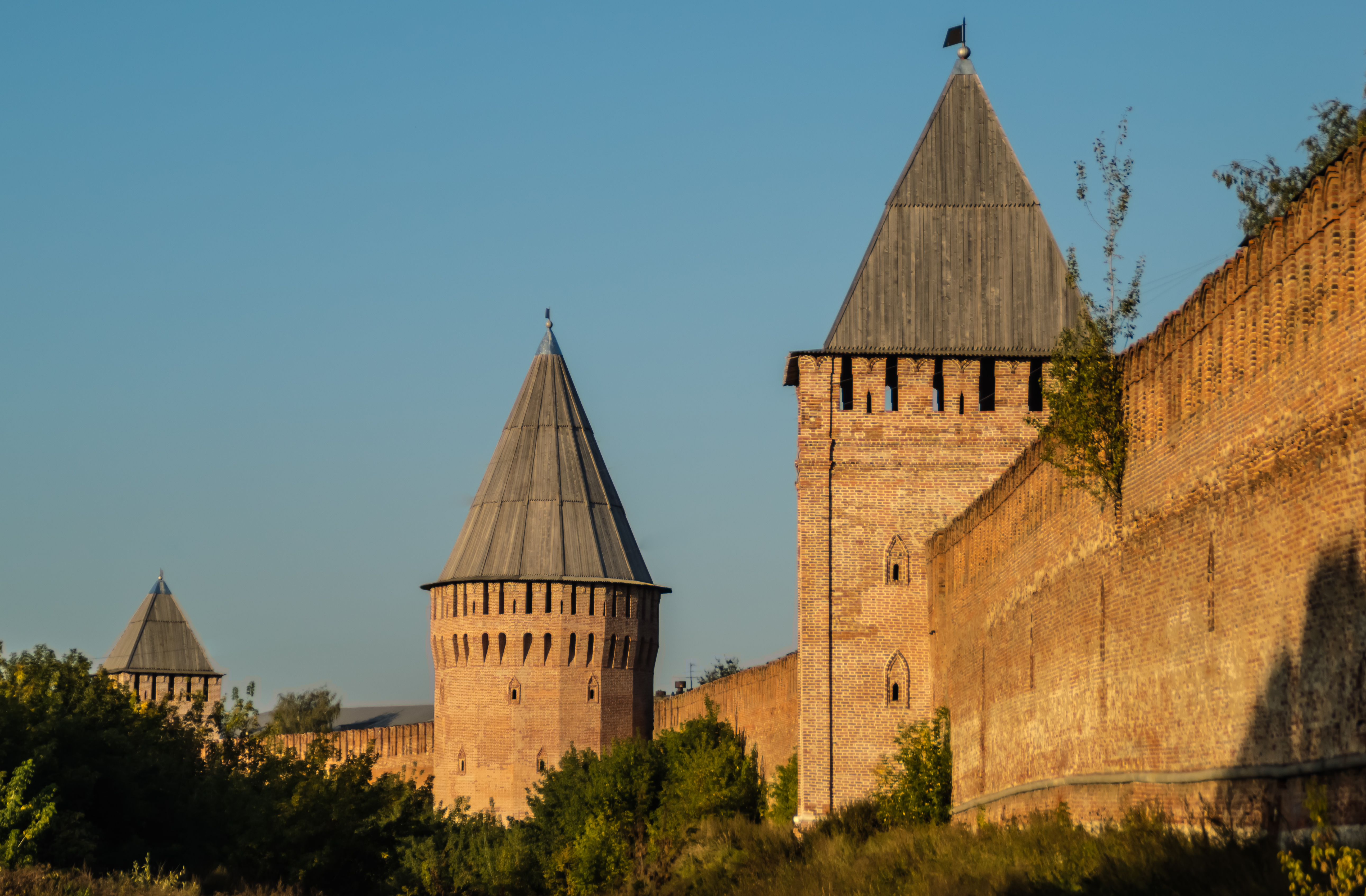
Вежі та стіни Смоленської фортеці

- Смоленськ. Одна з найпотужніших фортець Східної Європи була збудована московськими майстрами на початку XVII століття і перейшла під владу литовців у 1611 році. Основу укріплень складала висока стіна довжиною 6500 м з 36 вежами (у тому числі 8 ворітних, 1 брама у стіні). Серйозно зруйновані в ході облог 1609—1611 і 1632—1634 років стіни були посилені будівництвом двох бастіонних фортів: «фортеця Сигізмунда» і «фортеця Владислава». Незважаючи на свою міць, фортеця перебувала в поганому стані, тому що на її підтримку та ремонт майже не виділялося коштів. Артилерія складалася з 55 гармат різного калібру. Гарнізон фортеці налічував приблизно 3500—4000 чоловік, крім жителів. Більшість населення демонструвала відкриті симпатії до Московської держави.
- Полоцьк. Найважливіший торговий центр у Подвінні мав дерево-земляні укріплення, що включали Верхній замок (7 веж, у тому числі воротна та водяна) та Нижній замок (посад) з 9 вежами. Поступово відновлена після бурхливих подій Лівонської війни фортеця майже повністю була знищена пожежею 1649 і була частково відновлена лише перед початком війни. Артилерія фортеці складалася лише з 13 гармат і близько 100 затинних піщалей. Постійний гарнізон у фортеці був відсутній[8].

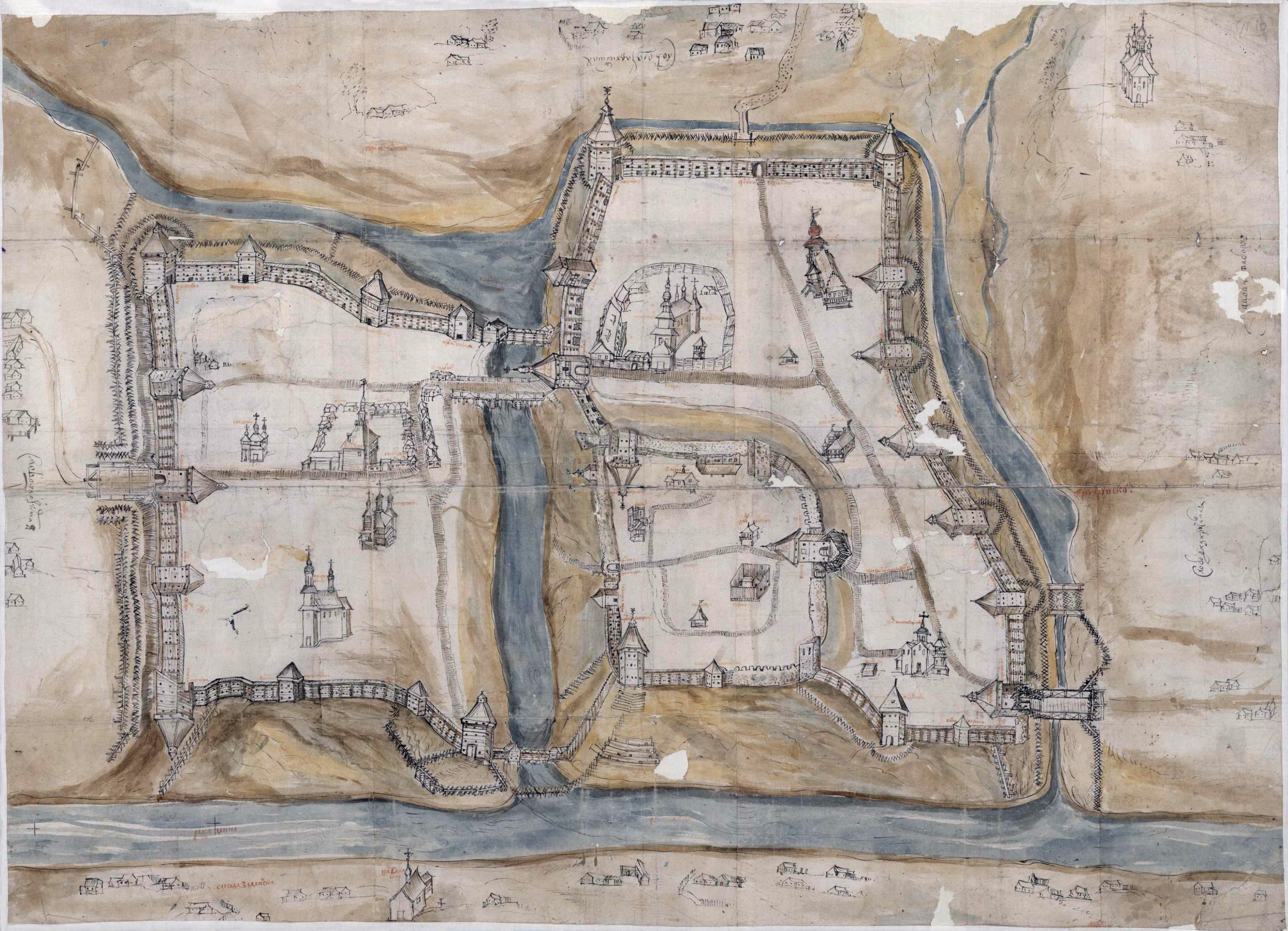
План Вітебська 1664 року

- Вітебськ був великим містом із потужними укріпленнями, що включали три замки: Верхній замок - дерев'яний із 7 вежами (2 з них із воротами) і невеликим фортом, побудований на кам'яній основі колишньої фортеці. Був сильно пошкоджений під час пожеж 1614 і 1626 років і на початок облоги перебував у поганому стані, Нижній замок - кам'яний замок із 14 дерев'яними вежами, що прикривають посад, 922 м по периметру стін, Висгірний замок - дерев'яний замок з 11 вежами, 1800 м по периметру стін[8]. Проте укріплення до середини XVII століття вже були застарілими, особливо давалася взнаки відсутність бастіонів і слабкість артилерії, значна частина якої була вивезена до Смоленська ще в період Смоленської війни. До гарнізону Вітебська до початку облоги входила тільки одна драгунська рота (близько 100 осіб). Решта гарнізону складалася з 800 озброєних міщан і 42 гармашарів.
- Орша. Значна оршанська фортеця, що включала кам'яний п'ятивежевий замок, земляний вал по периметру посаду з дерев'яними вежами і старий дерев'яний замок, на початок війни втратила значення через пожежі 1653 року, які знищили значну частину стін фортеці[8].
- Дубровно являла собою невелику і порівняно слабку фортецю порівняно з іншими підніпровськими містами (Смоленськ, Могильов, Старий і Новий Бихів). Фортеця була приватним володінням жмудського старости Єжи Кароля Глібовича. Гарнізон фортеці складався зі 100 осіб найманої польської піхоти і кількох сотень озброєних міщан[9].
- Мстислав. Центр воєводства мав у своєму розпорядженні дерев'яний замок на Замковій горі з 5 вежами та дерево-земляний вал із дерев'яними ворітними вежами. Фортеця була додатково посилена глибокими ровами, багато з яких мали природне походження. Фортеця мала всього 10 гармат і оборонялася силами місцевої шляхти[8].

План Могильова кінця XVII ст.

- Могильов. Найбільший торговельний центр Подніпров'я мав розвинену систему укріплень, здебільшого сформовану в 1630-х роках. Вона включала замок (Верхнє місто), старе місто і польовий вал. Окремо була укріплена задніпровська частина міста. Укріплення були дерево-земляними, частково посилені бастіонами та кількома кам'яними вежами. Місто не мало постійного гарнізону, а міська знать була готова здати фортецю в обмін на збереження міських привілеїв[10].
- Старий Бихів, що належав підканцлеру литовському Казимиру Леву Сапізі, був на початку війни, на відміну від більшості державних фортець, однією з найкращих фортець Великого князівства Литовського. Місто було оточене земляними валами заввишки 7-8 м, і завширшки біля підніжжя 30 м, посилене 11 бастіонами і равелінами. У місто вели троє воріт. Зі сходу місто було прикрите Дніпром і кам'яним замком розміром 77 на 100 м. Фортеця була рясно забезпечена провіантом і боєприпасами на більш ніж річну оборону. Чисельність гарнізону була дуже великою: 600 осіб найманої піхоти, 200 гайдуків, 100 драгунів, близько 300 осіб шляхти, 1000 євреїв і 2000 озброєних городян. Вони були об'єднані в 21 хоругву і роту. Артилерія налічувала 4 важких і 26 польових гармат[11].
- Гомель був найсильнішою фортецею Посожжя, що розташовувалася при злитті річок Гамяюк та Сожа. Гомель мав застарілі укріплення, які підтримували в хорошому стані: саме місто було оточене ровом і земляним валом, а центром оборони був дерев'яний замок, що стояв на високому пагорбі. Стіни і вежі були обмазані глиною для перешкоджання підпалу[10]. У фортеці розташовувався сильний гарнізон найманих військ: 5 рот польської піхоти, 1 рота німецької піхоти (загалом близько 700 осіб), козацька і татарська хоругви. Крім цього, у фортеці зібралася велика кількість навколишньої шляхти, тож загальна кількість захисників сягала 2000 осіб[11].

## Плани сторін

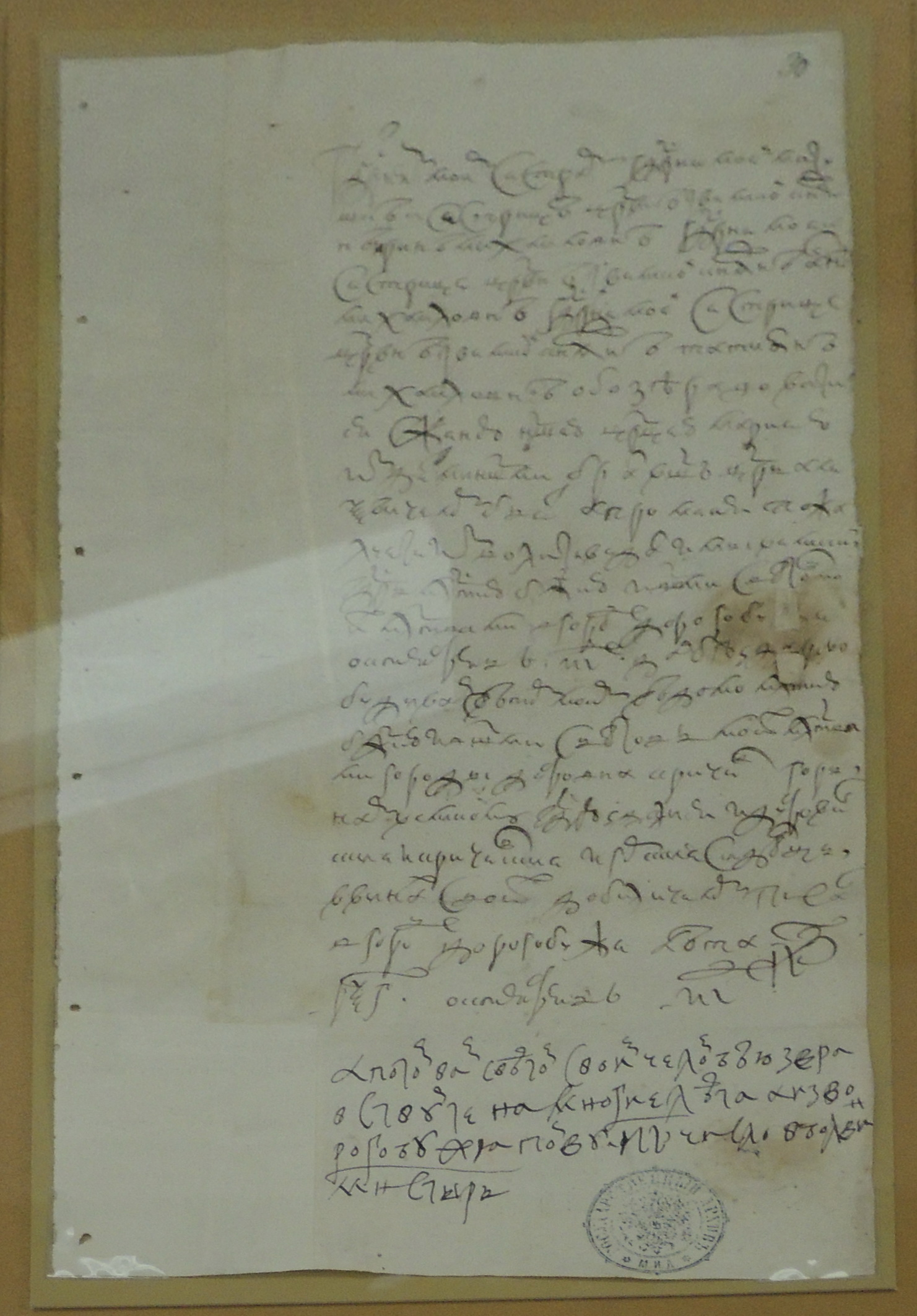
Лист царя Олексія Михайловича сім'ї з Дорогобужу. 18 жовтня 1654 року. Чотири нижні рядки — автограф царя. РДАДА. Лист сестрам Ірині, Ганні та Тетяні написано з походу

Московське командування, що мало ініціативу у війні, вибирало напрям ударів. Основні зусилля були спрямовані проти Великого князівства Литовського. Головною метою кампанії була окупація земель, втрачених під час Смутного часу, насамперед Смоленська. При плануванні операції було враховано досвід невдалої Смоленської війни 1632—1634 років:
- Фронт наступу був значно ширшим за рахунок розгортання сильних флангових угруповань (армії Трубецького та Шереметєва). Це забезпечувало фланги основного угруповання і розпорошувало сили оборонців. Додатковою операцією, що відволікає, стало висування корпусу Бутурліна в Україну.
- Арміям було поставлено активні завдання з переслідування та розгрому польової литовської армії. На відміну від пасивної тактики Михайла Шеїна це, з одного боку, зривало плани литовців на допомогу обложеному Смоленську, з іншого — дозволяло розбити збройні сили противника частинами.
- Облогова артилерія була заздалегідь висунута до кордону (у Вязьму), що дозволило вже першого місяця приступити до обстрілу фортеці. У Смоленській війні саме серйозна затримка з підвозом облогових знарядь стала причиною затягування облоги та поразки загалом.

Флангові угруповання отримали самостійні завдання. Північно-Західна армія Шереметєва мала опанувати верхню течію Західної Двіни, насамперед Полоцьком та Вітебськом. Це створювало загрозу литовській столиці з північного сходу та надавало Росії стратегічно важливий шлях по Західній Двіні. Початковою метою армії Трубецького було встановлення контролю над середньою течією Дніпра, насамперед містами Мстиславля та Могильова. Після цього армія Трубецького мала бути спрямована на поєднання з українськими козаками для спільних дій проти коронних військ. При успішному розвитку подій російські війська мали встановити контроль над територією на схід від Західної Двіни та Березини. Центральне угруповання при цьому займало фортеці у верхів'ях Дніпра. Контроль над Дніпровським шляхом надавав великі вигоди для продовження війни, оскільки надавав російському командуванню важливу комунікацію між Литовським та Українським театрами воєнних дій.
Литовське командування, усвідомлюючи явну чисельну перевагу противника, розраховувало на повторення сценарію Смоленської війни. Дивізія Радзивілла мала, зайнявши позицію на захід від Смоленська, активними діями зривати облогу Смоленська, паралельно нарощуючи сили як завдяки посиленій мобілізації литовської армії (дивізія Гонсевського, посполите рушіння), так і завдяки прибуттю коронного корпусу. Перешкоди облозі передбачалося створювати нападами на облогові табори і доставкою підкріплень у фортецю. Решта фортець великого князівства Литовського мали оборонятися власними силами. Радзивілл справедливо вважав, що, як і в попередній війні, боротьба за Смоленськ вирішить результат усієї кампанії. З іншого боку, за невдалого розвитку подій на фронті Радзивілл розглядав варіант передачі Великого князівства Литовського під шведський протекторат.
Для польського командування Литва залишалася другорядним театром воєнних дій навіть після того, як стало зрозуміло, що саме тут були розгорнуті основні сили. Головні сили коронної армії були спрямовані на Україну. Польський уряд розраховував повернути під свій контроль українські землі, тим самим змусивши московські війська перекинути туди війська з Білорусії. На допомогу Великому князівству передбачалося направити порівняно невеликий, але досвідчений корпус. Поляки були готові на можливі територіальні втрати Великого князівства Литовського заради збереження своєї влади над Україною. Ця позиція була продиктована насамперед магнатськими угрупованнями Польщі, які мали в Україні великі земельні володіння. Король Ян Казимир, своєю чергою, не бажав надавати значної допомоги своєму політичному опонентові Янушу Радзивіллу.
Особливі плани в кампанії мали українські козаки. Хоча цар розраховував використати їх під Смоленськом, частина української старшини прагнула використати успіхи московських військ для встановлення контролю над південно-східними районами Білорусі (Посожжя та Подніпров'я). Згодом ця територія мала увійти до складу Гетьманщини. Таку позицію займав Іван Золотаренко, можливо, її поділяв і Богдан Хмельницький.

## Бойові дії на центральному напрямку

### Рух до Смоленська
Рух московських військ до кордону почався 13 (23) травня 1654, виступом передового і ертаульного полків, наступного дня з Москви до Вязьми виступили великий і сторожовий полки, 18 (28) травня - Государів полк. Наприкінці травня Сторожовий полк був висунутий на північ від основних сил із завданням взяття Білої, яку виконав 1 (10) червня, коли фортеця здалася без опору. Передові загони 3 (13) червня ухвалили капітуляцію гарнізону Дорогобужа. Основні сили московської Центральної армії рухалися один за одним майже одним маршрутом через Вязьму — Дорогобуж до Смоленська. Завдяки гарній підготовці та організації маршу рух армії був дуже швидким. Так, Государів полк, виступивши з Вязьми 10(20) червня, вже через три дні був у Дорогобужі, а звідти вийшов уже 20(30) червня.
У ніч на 25 червня (5 липня) табір передового полку Микити Одоєвського (бл. 6000 чол.), що висунувся вперед, на річці Колодня був раптово атакований литовським загоном полковника Германа Ганскопфа (бл. 2000 чол.) з головної литовської армії. Несподіваність нападу і безтурботність воєводи призвела до того, що литовці завдали полку втрати (200—300 чол. убитими та пораненими) і захопили полковий прапор. Проте ця диверсія не могла суттєво затримати рух московської армії, і наступного дня частини Передового полку вже стояли біля стін Смоленської фортеці.

### Облога та захоплення Смоленська

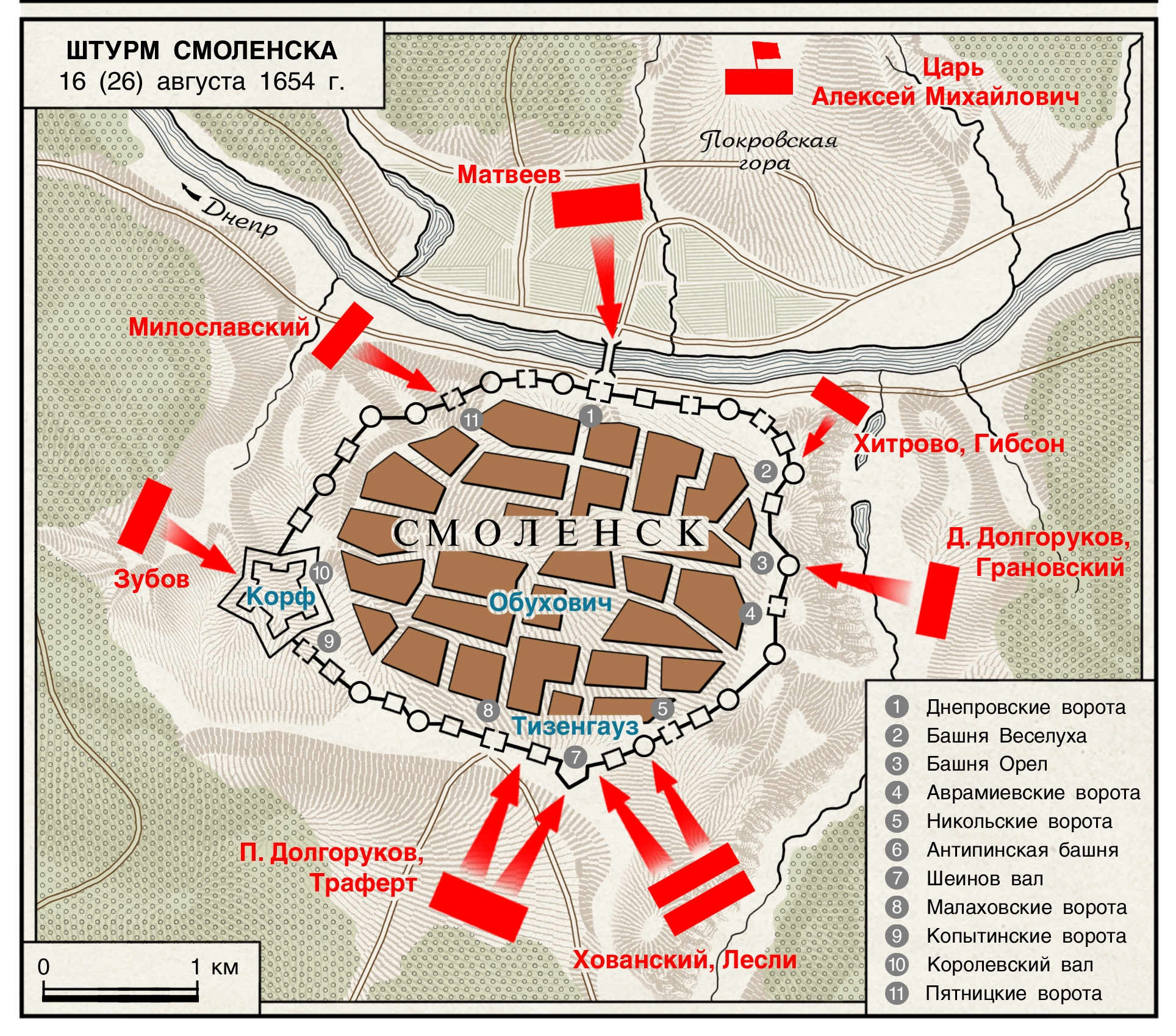
Штурм Смоленська 16 (26) серпня

26 червня (6 липня) московські війська почали облогу Смоленська, а з 28 червня (8 липня) під місто прибув цар. Сподіваючись на підтримку з боку польових литовських військ, гарнізон фортеці чинив запеклий опір. Облогою керував особисто цар Олексій Михайлович, який перебував у таборі під Смоленськом весь період облоги. Після кількох тижнів артилерійського обстрілу, 16 (26) серпня було розпочато штурм, який тривав кілька годин. У штурмі брали участь численні солдатські полки і стрілецькі накази. Спочатку московським військам вдалося захопити частину укріплень, але потім вони були відбиті, зазнавши великих втрат (до 1000 убитими і понад 2000 пораненими). Після цього було вирішено продовжити облогу без штурмів, додатково підтягнувши більше облогових знарядь, включно з 4 великими голландськими гарматами. Виснаження боєприпасів, руйнування укріплень і звістки про поразку литовської армії змусили литовський гарнізон капітулювати 23 вересня (3 жовтня) 1654 року. Взяття Смоленська стало найважливішою подією кампанії 1654 року, фактично вирішивши початкові завдання Государевого походу.

### Боротьба з литовською армією

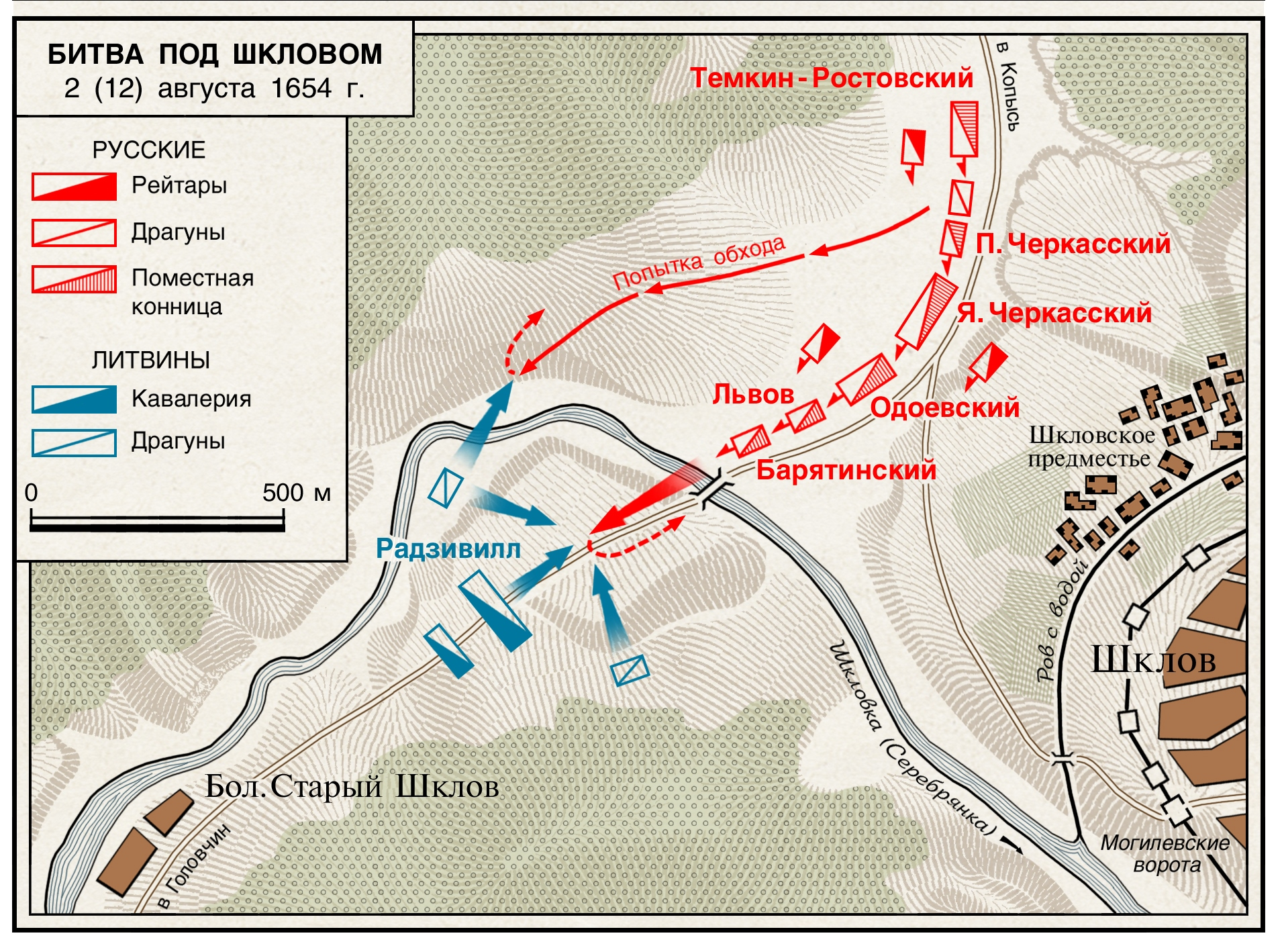
Битва під Шкловом

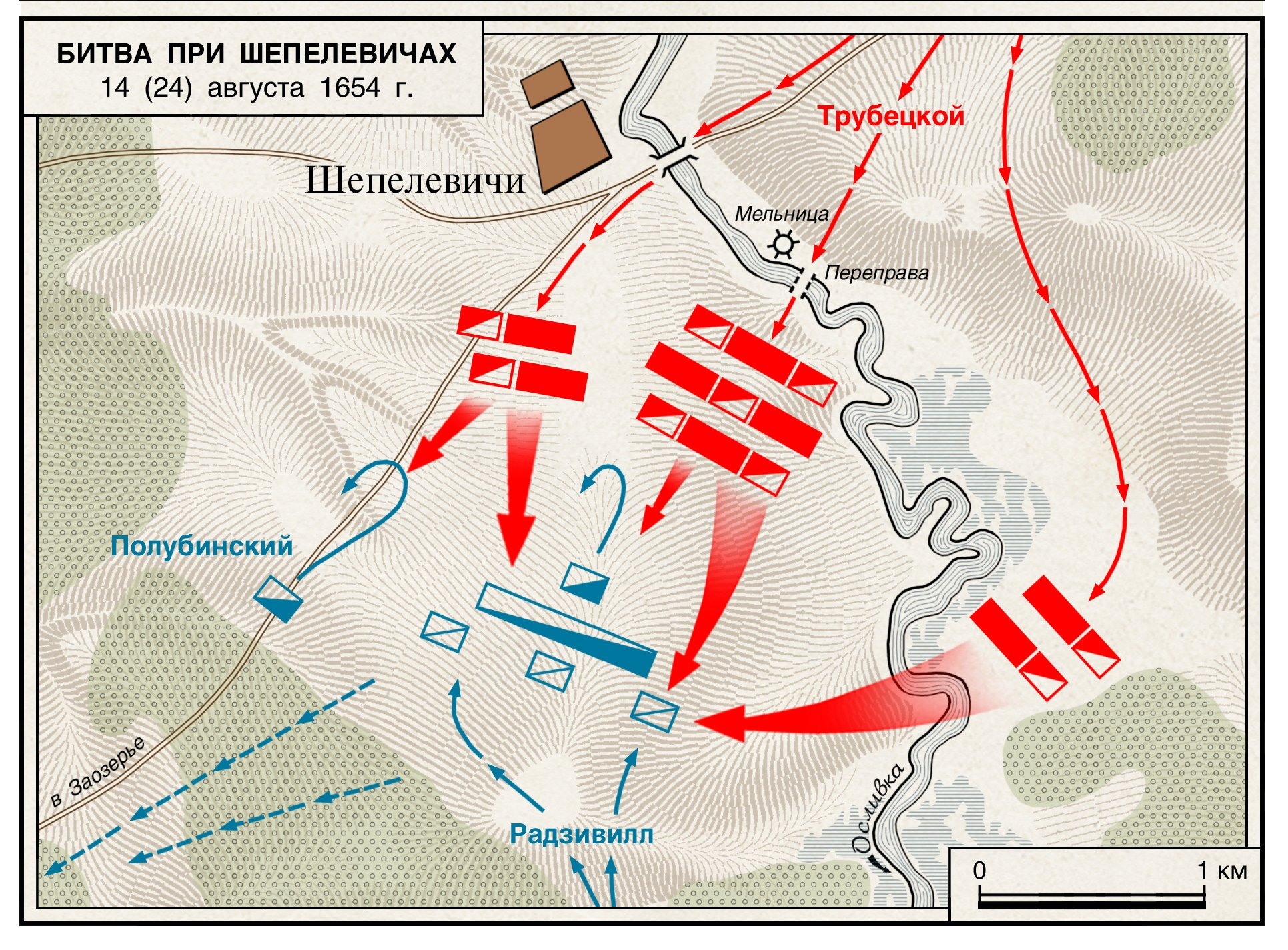
Битва під Шепелевичами

У період облоги Смоленська литовська армія Януша Радзівіла, призначеного 7 (17) червня великим гетьманом литовським, робила спроби зірвати її. Спочатку гетьман розмістився в Червоному, потім — в Орші, маючи намір раптовими атаками турбувати війська, що облягали. Однак московське командування не збиралося повторювати помилки Михайла Шеїна у Смоленській війні та направило проти Радзивіла зведений полк Якова Черкаського. Наближення переважаючих московських сил змусило Радзивілла 30 липня (9 серпня) залишити Оршу, яка швидко була зайнята московськими військами. Після цього 2 (12) серпня литовський гетьман дав бій під Шкловом, у якому здобув тактичну перемогу, відбився від переважаючих сил російської армії, продовживши відступ до Головчина. Литовська армія, уникнувши переслідуючих її загонів Черкаського, опинилася на шляху південно-західної армії А. Трубецького. 14(24) серпня відбулася битва під Шепелевичами, під час якої литовська армія була повністю розбита і безладно почала відступати на захід. Розгром під Шепелевичами вирішив долю кампанії 1654, позбавивши гарнізони обложених литовських фортець надій на деблокаду.

### Боротьба за фортеці
Паралельно з облогою Смоленська та боротьбою з литовською армією російська армія продовжувала облогу інших міст. Найбільшим успіхом стала капітуляція Могильова, найбільшого торговельного центру східної частини князівства. Місто відкрило ворота російським військами з ініціативи мешканців 26 серпня (5 вересня). На противагу йому, опір мешканців Дубровни був запеклим. Місто вдалося взяти лише після майже тримісячної облоги із залученням великої кількості військ. Наприкінці вересня московськими військами також узяли Кричев. У цьому великі операції завершилися. Тил московської армії був дезорганізований епідемією чуми, що почалася, яка завдала величезної шкоди державі. У цій ситуації командування прийняло рішення згорнути операції та чекати польсько-литовського контрнаступу у фортецях.

## Бойові дії на північно-західному напрямку
Армія Шереметєва виступила з Великих Лук наприкінці травня 1654 року. На шляху до фортеці 1 (11) червня передовими сотнями було взято Невель, гарнізон якого капітулював другого дня облоги. Після цього з армії було виділено полк під командуванням другого воєводи Степана Стрешнєва і направлено на Єзерище. Місто Полоцьк, що не мало гарнізону, було здане без опору 17 (27) червня, у перший день облоги, завдяки позиції жителів, з яких лише семеро побажали піти з міста, решта присягнула царю. Після цього армія майже місяць простояла під Полоцьком, очікуючи на підвезення припасів, що викликало конфлікт Шереметєва з третім воєводою Кондирєвим, який наполягав на активізації бойових дій. За час очікування московський загін завдав поразки литовській шляхті на р. Суші, а в середині липня були захоплені Дісна (капітулювала) та Друя (взята штурмом та спалена). Потім загін під командуванням Ждана Кондирєва (6 дворянських сотень) 23 червня (2 липня) захопив острог Глибоке, полонивши майже весь гарнізон, після чого спалив острог. При цьому він розбив загін полоцького каштеляна К. Дусяцького.
Литовські війська на цьому напрямку були представлені переважно загоном С. Липницького (близько 2500 осіб посполитого рушення). Він був направлений Я. Радзивіллом для стримування армії Шереметєва. У середині липня, здобувши низку незначних успіхів у сутичках із розвідувальними сотнями, загін Липницького, зазнавши поразки, був змушений відступити під загрозою переважаючих московських сил.
У цей час другий воєвода Семен Стрешнєв 3 (13) серпня з другої спроби взяв Озерище, гарнізон якого під командуванням Станкевича після нетривалої облоги капітулював. Після Озерища воєвода попрямував до Усвятів, який осадив 16 (26) серпня. Вже 26 серпня (5 вересня) місто капітулювало.
14 (24) серпня армія Шереметєва взяла в облогу Вітебськ, де зустріла серйозний опір гарнізону. Перша атака 18 (28) серпня була відбита гарнізоном, після чого цар наказав утриматися від продовження штурмів, щоб уникнути великих втрат. Початкова чисельність армії становила лише 4200 піхоти, до яких під час облоги додалися 1000 українських козаків під командуванням Василя Золотаренка та 2 солдатські полки зі Смоленської армії. Лише після двох з лишком місяців облоги було вирішено зробити новий штурм, 17 (27) листопада, під час якого було захоплено частину укріплень міста. Після цього  22 листопада (1 грудня) гарнізон був змушений капітулювати.
Під час облоги Вітебська московські війська двічі робили рейди в район Вільно. На початку вересня загін українських козаків (500 чол.) зробив набіг на Оршанський повіт і в бою розсіяв загін місцевої шляхти. У середині вересня під Вільно ходив зведений загін (1000 осіб) на чолі з Кондирєвим та Золотаренком. Наприкінці вересня 7 дворянських сотень і 500 козаків під командуванням Матвія Шереметєва відбивали напад литовського загону Корфа на Дісну. 22 листопада (1 грудня) полк Стрешнєва взяв після облоги Сураж.
Псковський корпус, що діє окремо від армії Шереметєва, був направлений в Інфлянти (польську частину Лівонії) і 8 (18) жовтня осадив Люцин (Лужу). Базуючись в таборі облоги під Люцином, воєводи відправили загін під Резіцу (Розіттен), яка капітулювала 12 (22) жовтня. Облога Люцина тривала до кінця листопада. Лише після підходу підкріплень та вибуху підкопу, що зруйнував частину стіни, гарнізон під командуванням Дубровського капітулював.
Деякі прикордонні населені пункти були захоплені силами місцевих воєвод. Вже в червні жителі Себежа надіслали в Опочку послів із пропозицією присягнути царю, після чого звідти був висланий загін, що зайняв місто. У липні на бік московитів добровільно перейшли жителі Влеха (Марієнгаузена).

## Бойові дії на південно-західному напрямку
Армія Трубецького наступала з району Брянська. 27 червня без опору був зайнятий Рославль. Однак набагато більш укріплений Мстиславль, навпаки, вчинив запеклий опір і був узятий штурмом після чотирьох днів боїв, 12 (22) липня 1654 року. Швидке взяття міста штурмом замість тривалої облоги не дозволило литовському гетьману підтримати цю важливу фортецю. 12 (22) серпня раптовою атакою був захоплений Головчин, а через два дні розбито армію великого гетьмана. Ліквідація загрози з боку польової литовської армії дозволила розпочати планомірну облогу литовських фортець у Подніпров'ї. 20 (30) серпня армія Трубецького взяла в облогу Шклов. Хоча штурм у ніч на 27 серпня (6 вересня) завершився невдачею, 31 серпня (10 вересня) Шклов капітулював.
Взяття Шклова забезпечило тили армії, дозволивши повернутися до реалізації початкового плану наступу углиб литовської території на поєднання з українськими козаками. 18 (28) листопада до Мінського повіту через Борисов було направлено загін другого воєводи Юрія Долгорукова (4500 кінноти, 2 солдатські полки), проте звістки у тому, що Б. Хмельницький відмовився від ідеї з'єднання з московськими військами, змусила перервати операцію, що почалася. Армія Трубецького, взявши без бою Гори (28 вересня (8 жовтня), отримала наказ рухатися до останньої литовської фортеці в Подніпров'ї — Дубровно). Частина армії встигла взяти участь в облозі Дубровно, що завершилася взяттям та спаленням міста 12 (22 жовтня).

### Дії корпусу Івана Золотаренка
Окрему кампанію вів корпус Івана Золотаренка. Виступивши зі Стародуба, козаки обложили Гомель. Облога фортеці тривала близько двох місяців і закінчилася здачею фортеці 13 (23) серпня. Під час облоги мобільні козачі загони атакували навколишні міста та села, послідовно захопивши міста Речицю, Жлобин, Стрешин та Рогачов. Взяття Гомеля звільнило значні сили, і протягом двох тижнів було взято Пропойськ, Чечерськ та Новий Бихів. До вересня єдиною фортецею на Дніпрі, що чинила опір козакам, залишався Старий Бихів, який був обложений у вересні 1654 року. Проте сильний гарнізон та сучасні укріплення не дали можливості взяти фортецю, і наприкінці листопада козаки зняли облогу. Весь період облоги загони козаків робили набіги на центральні райони Великого князівства Литовського.

## Підсумки кампанії
В цілому кампанія 1654 стала однією з найуспішніших за всю історію воєн Московії проти Польщі та Литви. Було досягнуто як початкової мети (взяття Смоленська, загарбання земель, втрачених під час Смути), і наступні (контроль над верхів'ями Західної Двіни і Дніпра). Успіхи московських військ відсунули лінію фронту далеко на захід, змушуючи супротивника починати контрнаступ з невигідних позицій. Контроль над флангами (Полоцьк, Могильов) не дозволяв польсько-литовській армії рухатись одразу на Смоленськ. У ході польових битв подолали «клушинський синдром» — московська армія вперше за 50 років здобула перемогу у великій польовій битві.
Для литовців 1654 став катастрофою. Литовська армія продемонструвала повну нездатність самостійно протистояти головним силам московської армії. Велике князівство Литовське втратили найбільші фортеці, що спиралися на водні перепони. На шляху до столиці Литви — Вільно не було жодної серйозної фортеці. Збройні сили князівства були деморалізовані, а фінансові ресурси серйозно скорочені через втрату третини території.
Проте московське командування виявило нерішучість у досягненні поставленої мети. У ряді випадків (дії армії Ю. Н. Трубецького) перевага була віддана гарантованому успіху в облозі фортець, а не ризикованим рейдам углиб литовської території. Серйозною проблемою для московського командування стало послаблення тилу через епідемію чуми, що змусило згорнути бойові дії. Помилковим було рішення розпустити армію на «зимові квартири», залишивши в зайнятих містах лише невеликі гарнізони та позбавивши їх підтримки польової армії.

## Уточнення
1. ↑  Гармати рмосковського лиття були з такими назвами: «Троїл», «Аспид», «Соловей», «Барс», «Грановита», «Левик»
2. ↑  Спочатку полком командував Юрій Вен, але він помер перед початком походу

## Ссылки
- Карта московсько-річпосполитської війни 1654-1667 рр.
- Карта кампанії 1654-55 рр